# Kleiduivenschieten
Kleiduivenschieten of kleiduifschieten is een sport beoefend op een groot open veld buiten de bebouwde kom alwaar men met een hagelgeweer vliegende schijfjes probeert te verbrijzelen. Het is een sport die geïnspireerd is op de jacht op duiven, eenden, hoenders, hazen en konijnen.

## Geschiedenis

### Oorsprong
Kleiduivenschieten is voortgekomen uit de jacht, en werd beoefend door de rijkere mensen om buiten het jachtseizoen de schietvaardigheid te behouden. In 1822 komt men al gevallen tegen van kleiduivenschieten in de geschiedenisboeken, welke sport beoefend zou worden door gespecialiseerde schutters met een "excellent oog voor de jacht". Kleiduivenschieten werd gezien als een extraatje ter afsluiting van de jacht, als oefening, bij het afleggen van het jachtexamen of als onderwerp van een weddenschap.

### Ontwikkeling
In de vroegere jaren ging het er echter een stuk minder diervriendelijk aan toe. Aan beide einden van het veld werden manden geplaatst met daarin ettelijke hoeveelheden duiven, en op commando werden deze losgelaten om op die manier hun dood tegemoet te vliegen. In Noord-Amerika is door de beoefening van deze sport de duif op een gegeven ogenblik bijna uitgeroeid.
Toen de duif een beschermde soort werd, hebben de sporters in samenwerking met dierenrechten-organisaties een alternatief ontwikkeld, de voorloper van het kleiduivenschieten (of skeet) zoals we dat nu kennen.
Tijdens de Olympische Zomerspelen van 1900 in Parijs stond het afschieten van levende duiven op het programma. Er werden voor dit onderdeel ongeveer 300 vogels gedood. Na afloop leverde dit veel bloed en veren op. Het onderdeel werd daarom geschrapt en op de Olympische Zomerspelen van 1912 in Stockholm vervangen door kleiduivenschieten.

### Moderne vorm
Er is een aantal varianten van kleiduivenschieten; de belangrijkste hoofdgroepen zijn skeet, trap en het zgn. jachtparcours.
SkeetSkeet is een discipline waarbij de duiven uit twee torens komen.
TrapBij trap komt de duif onder allerlei onvoorspelbare hoeken uit een vast punt.
JachtparcoursBij het jachtparcours vliegen de duiven volgens zeer veel verschillende trajecten.
Een "kleiduif" is een schotel van geperst composiet van zand en milieuvriendelijke bindmiddelen of volledig van geperste klei. Vroeger werd bitumen gebruikt. Van deze "schotel" bestaan verschillende modellen en deze worden mechanisch weggeworpen, waarna de schutter met een jachtgeweer gevuld met hagelpatronen op deze schijf schiet.
Bij het kleiduivenschieten wordt gebruikgemaakt van patronen met hagelnr. 7 t/m hagelnr. 9.
Deze patronen bevatten gemiddeld 300 hagelkorrels met een diameter van 2 tot 2,4 mm.

## Verenigingen in Nederland
In Nederland is er een aantal verenigingen dat deze sport actief beoefent. Deze verenigingen zijn allemaal aangesloten bij de Koninklijke Nederlandse Schietsport Associatie (KNSA).

## Afbeeldingen

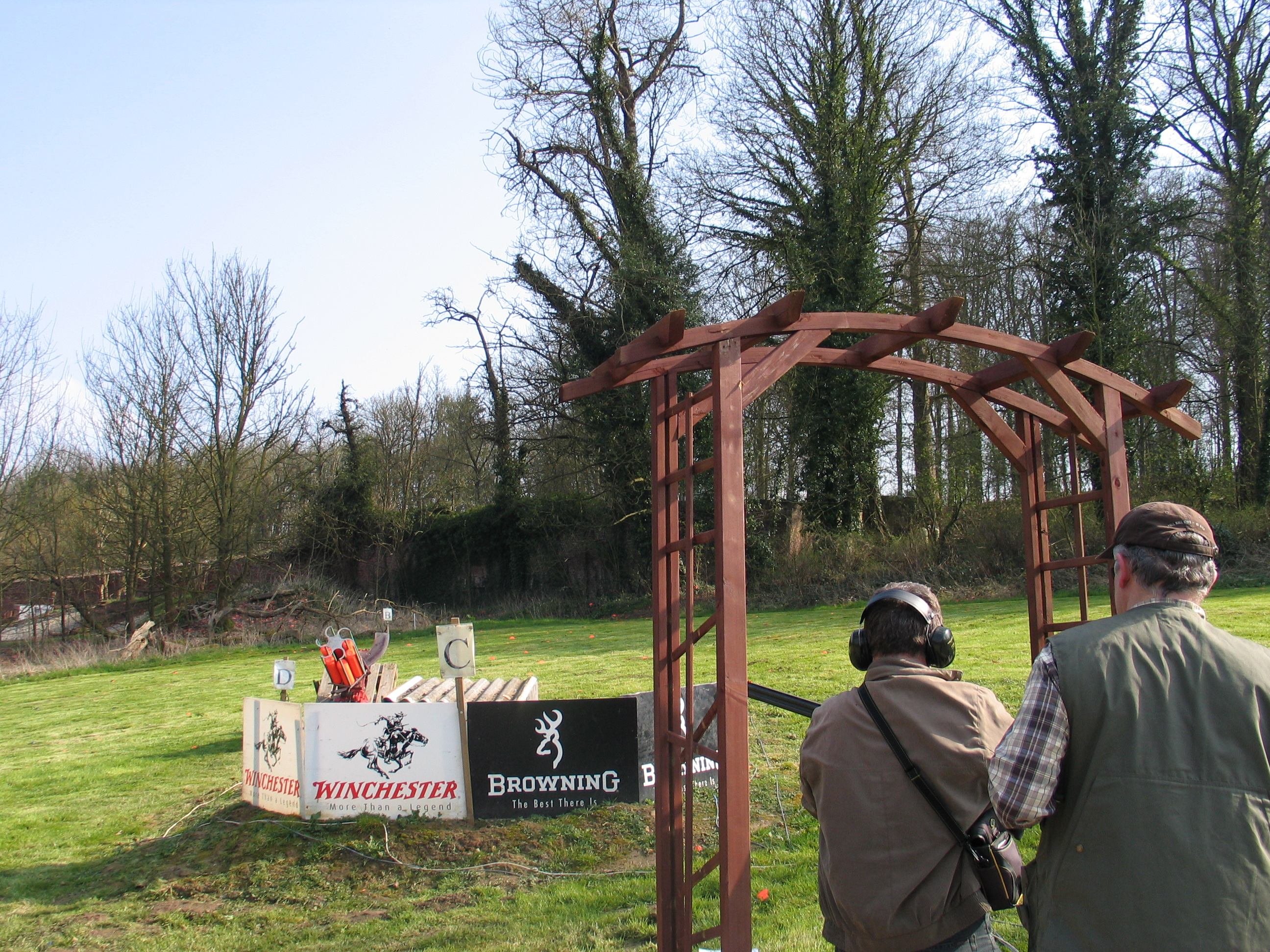
Kleiduivenschieten in Andenne
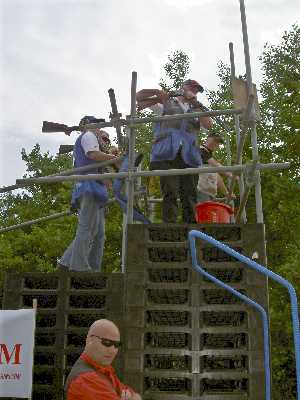
KSV De Betuwe
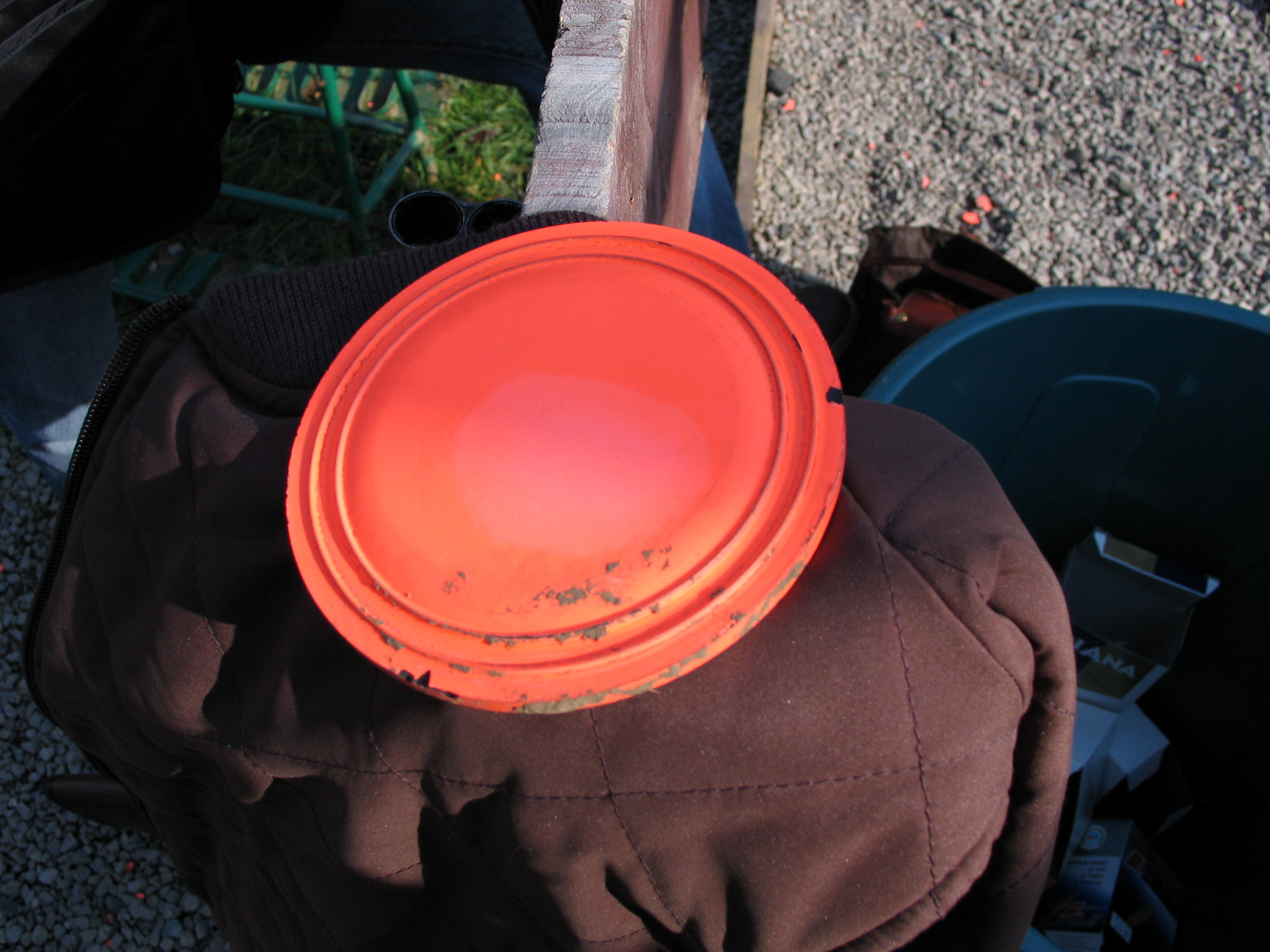
Kleiduif
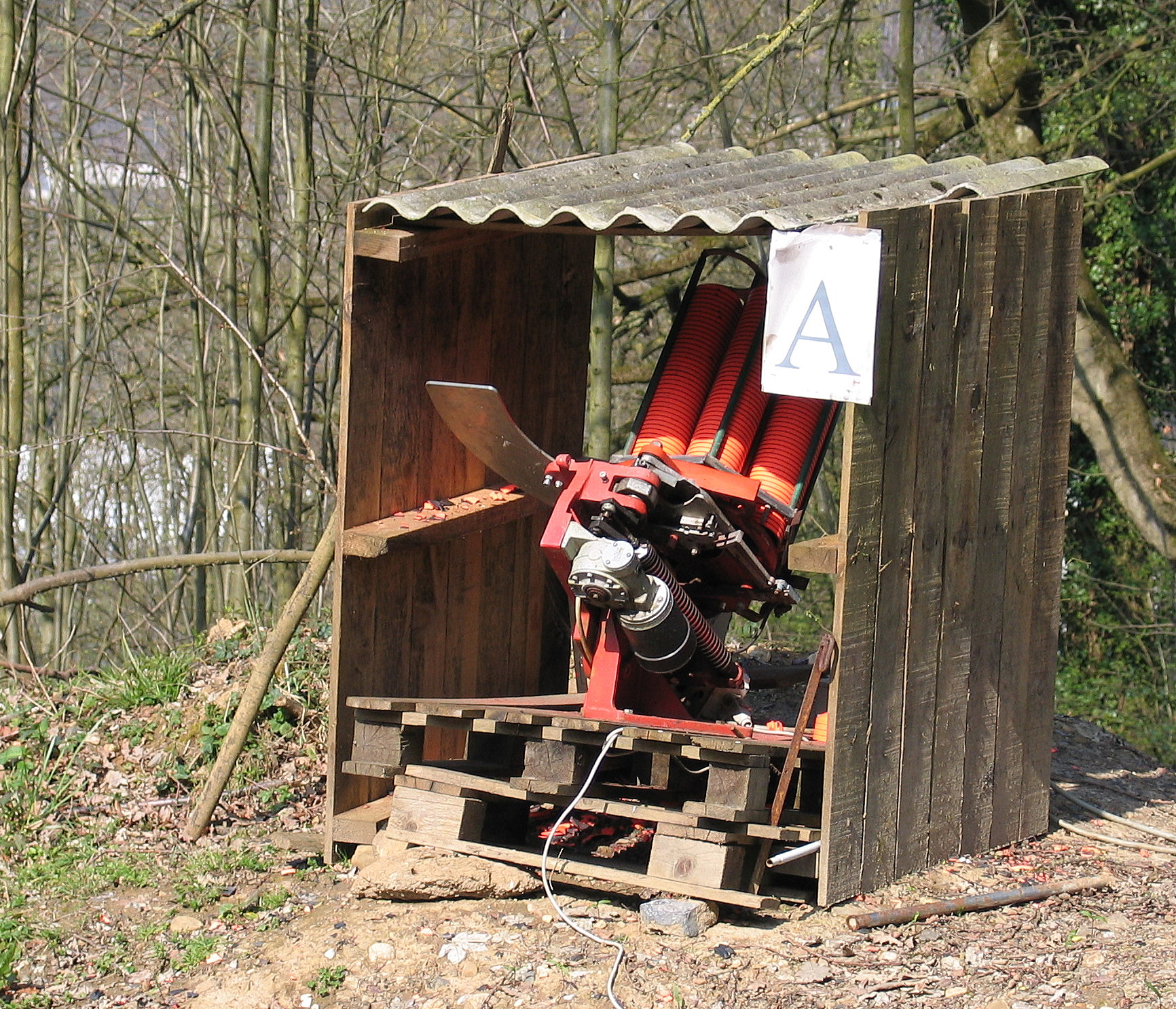
Werpmachine